# Język wutung
Język wutung, także: udung, sangke – język papuaski używany w prowincji Sandaun w Papui-Nowej Gwinei, przez grupę ludności na północnym wybrzeżu, na zachód od miasta Vanimo. Według danych szacunkowych posługuje się nim 600 osób.
Jest językiem tonalnym. Należy do rodziny języków skou. Wutung i Sangke to nazwy wsi.
Publikacja Glottolog (4.6) wyróżnia dwa dialekty: wutung-nyao-musu i sangke. D. E. Marmion (2010) informuje, że wsie Wutung, Nyao i Musu używają właściwie tego samego języka, przy czym występują różnice w zakresie leksyki, cech tonalnych i morfologii. Dialekt wsi Sangke (w Indonezji) nie został bliżej poznany i nie ustalono jego klasyfikacji, ale według doniesień chodzi o bardzo podobny język (bądź dialekt).
Został opisany w postaci opracowania gramatycznego (Topics in the Phonology and Morphology of Wutung, 2010) . Jest potencjalnie zagrożony wymarciem. W powszechnym użyciu są także języki tok pisin i angielski, a w mniejszym zakresie indonezyjski, który również służy jako lingua franca. Część osób (zwłaszcza starsze pokolenie) posługuje się językiem skou.